# (20593) Freilich
(20593) Freilich (1999 RM180) – planetoida z pasa głównego asteroid okrążająca Słońce w ciągu 3,67 lat w średniej odległości 2,38 j.a. Odkryta 9 września 1999 roku.